# ピアッジオ・MP3

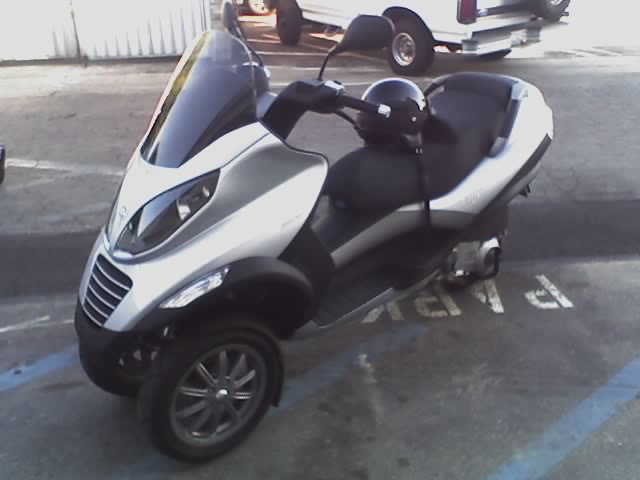
PIAGGIO MP3

MP3（エムピースリー）は、イタリアのピアッジオが製造販売している、前輪2輪・後輪1輪のトライクである。

## モデル一覧

### MP3 125FL
2006年より販売されている125ccの三輪スクーターで、基本構成は他のMP3となんら変わりはないが、FLと同じくリアホイールが14インチに設定されている。日本での販売を予定していたものの中止となった。

### MP3 250RL
ピアッジオ社製クオーサーエンジンを搭載し、シート高も780mmで、3輪ともあってか、スタンドなしで駐輪できる。フロントホイール、リアホイールともに12インチに設定されている。スクーターとほぼ同じ走行感覚が味わえる。悪路での走行に威力を発揮する。日本では普通自動二輪車に該当する。

### MP3 250FL
2009年1月よりRLからモデルチェンジした。RLのフェイスリフトモデルであり、基本構成はRLと同じであるが、リアホイールが14インチに変更されている。

### MP3 250LT
2008年よりヨーロッパで先行発売されている。基本構成は変わっていないが前輪のトレッドは465mmである、今回発売予定は日本仕様と言うことで普通四輪車の免許が必要とされた。

### MP3 400RL
ピアッジオ社製マスターエンジンを搭載し、最高出力は34hp、最高速度は142km/h。エミッションはEuro3をクリヤしているため、ハイパワーを求める人のため開発された。フロントホイール、リアホイールともに12インチに設定されている。日本では普通自動二輪車に該当する。

### MP3 400FL
2009年1月よりRLからモデルチェンジした。RLのフェイスリフトモデルであり、基本構成はRLと同じであるが、リアホイールが14インチに変更されている。

### MP3 400LT
2008年よりヨーロッパで先行発売されている。基本構成は変わっていないが前輪のトレッドは、465mmであるため、4輪免許が必要となる。日本でも2009年11月の発売を予定していたが発売中止となったため、発売は未定。

### MP3 500ie
2007年より発売されている500ccの三輪スクーターで、基本構成は他のMP3と変化はない。FLと同じくリアホイールが14に設定されている。日本未発売。

### MP3 Hybrid
世界初のハイブリッドスクーターで、2台のパワーユニットであるガソリンエンジンと電動モーターを備えており、燃料にリチウムイオンバッテリーを搭載したプラグインハイブリッドモデルである。充電も家庭コンセントで充電できる。POWER MODE、CHARGE MODE、ELECTRIC MODE、REVERSE MODEの4つのモードを備えている。これらはハンドルのHy Techボタンで操作できる。モーター駆動で後進も可能。日本では125ccと300ccが2010年9月初旬発売。

### MP3 Yourban 300ie
2011年より発売されている300ccの三輪スクーター。従来のMP3より小型軽量化され取り回しやすくなっている。

## 日本での扱い
2007年3月に日本で「MP3 250RL」と「MP3 400RL」を発売開始。普通自動車免許、大型自動車免許（6月に中型自動車免許が新設）で運転することができ維持費が普通の二輪車と同等であったが、二輪車経験のないものによる転倒、他車や障害物との衝突による重傷や死亡事故が問題となったため、2009年9月1日より道路交通法施行規則の一部改正により、当車種のように左右の車輪の間隔が460mm未満であるなどの一定の構造を有するトライクはその運転特性から側車付二輪自動車に該当するものとされ、保安基準も二輪車のものが適用されることとなった。これにより同日から排気量に合わせて大型自動二輪車または普通自動二輪車免許が適用となり、ヘルメットの着用なども必要となった。すでに所有していた者に対しては経過措置として特定二輪車限定免許の取得が1年間猶予された。

## イタリアの郵便局との関係
一時期、イタリアの郵便局（ポステ・イタリアーネ）が運営していたPoste Shopという会社（現在はPostelに移行、ただしイタリア国外からの閲覧不可）が、ピアッジョMP3を発売していた。